# Pont Sidi Rached
Die Pont Sidi Rached ist eine Bogenbrücke in Constantine (Algerien), die die Altstadt über die tief eingeschnittene Schlucht des Oued Rhumel hinweg mit dem Stadtteil El Kantara und dem dort gelegenen Bahnhof verbindet. Sie ist für den Straßenverkehr die wichtigste Verbindung zwischen dem Stadtzentrum und den östlichen Stadtteilen. Sie hat in jeder Richtung eine Fahrspur und einen breiten Gehweg. 
Die Brücke ist Teil eines 447 m langen Viadukts, der zunächst mit sechzehn Rundbögen und einer 30 m überspannenden Hangbrücke in zwei weiten Kurven dem Steilhang der Altstadt folgt, dann mit der eigentlichen Brücke mit  einer Stützweite von 68 m den Oued Rhumel überspannt und  in einer weiteren, etwas engeren Kurve mit insgesamt neun Rundbögen die Avenue Ali Zaamouche auf der anderen Seite erreicht. Die Bögen zu beiden Seiten der Brücke haben eine Stützweite von 16 m, die anderen Bögen eine Öffnung von 8,80 m. Die Pont Sidi Rached überquert den Oued Rhumel in einer lichten Höhe von 103 m und war damit bei ihrer Eröffnung die höchste Steinbogenbrücke der Welt. 
Die Brücke wurde in den Jahren 1908–1912 nach Plänen des französischen Ingenieurs Paul Séjourné errichtet, der hier die Konzeption seiner vielbeachteten Adolphe-Brücke in Luxemburg wiederholte. Die Brücke besteht deshalb aus zwei parallelen, je 4 m breiten, gemauerten Steinbögen, die einen Abstand von 4 m voneinander haben. Diese Steinbögen tragen eine 12 m breite Brückentafel aus Stahlbeton. Durch diese Bauweise wurde nicht nur das Gewicht der Brücke verringert. Vor allem konnten die Bögen auf zwei vergleichsweise schlanken und leichten Lehrgerüsten gebaut werden, die außerdem nach dem von Séjourné perfektionierten System sich nur an den Widerlagern seitlich abstützten und durch regulierbare Spannseile in der erforderlichen Höhe gehalten wurden, aber keine bis auf den Talboden reichenden Stützen benötigten. 
Nicht nur die Brücke, sondern der gesamte Viadukt wurden nach diesem System gebaut.
Die Eröffnung fand am 19. April 1912 in Anwesenheit hoher französischer Politiker statt, dem gleichen Tag, an dem auch die Pont Sidi M’Cid eröffnet wurde.
Beim Bau der Brücke konnte man seinerzeit nicht erkennen, dass die Hänge unter und neben dem Viadukt eine kriechende Bodenbewegung aufweisen. Für die daraus entstehenden Einflüsse auf die horizontalen Kurven der Stahlbetonplatte waren offensichtlich keine ausreichenden Übergangskonstruktionen vorgesehen, die diese Bewegungen hätten auffangen können, so dass die Brücke selbst in Mitleidenschaft gezogen wurde. Da die Hangbewegungen offensichtlich nicht verhindert werden können, müssen seit Jahren immer wieder Ausgleichsmaßnahmen an dem Bauwerk vorgenommen werden, um einen Einsturz der Brücke zu verhindern.